# Norwegian Air UK
Norwegian Air UK – nieistniejąca brytyjska linia lotnicza będąca oddziałem Norwegian Air Shuttle. Założona w marcu 2015, samolotami typu Boeing 737-800 i Boeing 787-9 regularnie obsługiwała połączenia z portu lotniczego Londyn-Gatwick do Europy, Azji, Ameryki Północnej i Ameryki Południowej.
Główna siedziba znajdowała się w First Point, w pobliżu lotniska Gatwick.
22 marca 2020 w związku ze złą sytuacją finansową Norwegian Air wywołaną przez pandemię COVID-19, właściciel zdecydował się na zawieszenie działalności.